# Перехід Моріна
Перехід Моріна (англ. Morin transition) — специфічний перехід α-Fe2O3, при якому відбуваються зміни в напрямку атомних магнітних моментів у антиферомагнітному стані з паралельного на перпендикулярний до с-осі.